# 3. Königlich Bayerisches Jägerbataillon
Das 3. Jäger-Bataillon war ein von 1825 bis 1890  bestehender Verband der Bayerischen Armee.

## Geschichte
Das Bataillon wurde am 1. Dezember 1825 aus dem I. Bataillon des damaligen 16. Linien-Infanterie-Regiments als 3. Jäger-Bataillon in Ingolstadt errichtet. Im Jahr darauf verlegt es nach Eichstätt, war 1828/31 in Amberg und anschließend bis 1847 in Bamberg stationiert. Es kam dann nach Aschaffenburg und bezog 1855 erneut seine Garnison in Eichstätt.
Das Bataillon war 1848/49 im Reichsdienst gegen Insurgenten der Revolution in Frankfurt am Main und Offenbach sowie zur Unterdrückung der Badischen Revolution bei Wald-Michelbach, Siedelsbrunn, Hirschhorn und Gernsbach eingesetzt. Im Krieg gegen Preußen war der Verband 1866 der 4. Brigade unterstellt und kämpfte bei Kissingen und Roßbrunn.
Während des Deutsch-Französischen Krieges nahm das Bataillon 1870/71 bei der 6. Infanterie-Brigade an der Schlacht von Sedan teil und war am Treffen bei Petit-Bicêtre sowie von September 1870 bis Januar 1871 im Belagerungsring um Paris eingebunden.
Das Bataillon wurde zum 1. Oktober 1890 in 2. Jäger-Bataillon umbenannt.

## Kommandeure
| Dienstgrad | Name                                | Dienstzeit                             |
| ---------- | ----------------------------------- | -------------------------------------- |
|            | Franz Zurnieden                     | 01. Dezember bis 15. Dezember 1825     |
|            | Joseph von Brückner                 | 15. Dezember 1825 bis 15. Juni 1830    |
|            | Karl von Jeetze                     | 15. Juni 1830 bis 28. Mai 1834         |
|            | Georg Rohr                          | 28. Mai 1834 bis 30. März 1838         |
|            | Heinrich von Guiot du Ponteil       | 30. März 1838 bis 20. Januar 1840      |
|            | Friedrich von Ysenburg-Philippseich | 20. Januar 1840 bis 25. Oktober 1842   |
|            | Karl Verri della Bosia              | 25. Oktober 1842 bis 18. Oktober 1844  |
|            | Georg Haller von Hallerstein        | 18. Oktober 1844 bis 7. April 1847     |
|            | Bernhard von Heß                    | 07. April 1847 bis 17. Mai 1849        |
|            | Friedrich von Schintling            | 17. Mai 1849 bis 28. November 1849     |
|            | Georg Hertel                        | 28. November 1849 bis 27. Februar 1853 |
|            | Philipp Mayer                       | 27. Februar 1853 bis 22. Juni 1857     |
|            | Nepomuk Fuchs                       | 22. Juni 1857 bis 9. Mai 1859          |
|            | Adalbert Högenstaller               | 09. Mai 1859 bis 13. Juli 1866         |
|            | Baptist von Heeg                    | 13. Juli 1866 bis 24. Mai 1868         |
|            | Maximilian von Horn                 | 24. Mai 1868 bis 27. März 1871         |
|            | Otto Correck                        | 27. März 1871 bis 29. April 1882       |
|            | Karl Dohrer                         | 29. April 1882 bis 17. November 1886   |
|            | Hermann Durlacher                   | 17. November 1886 bis 1. Oktober 1890  |